# XV. Ptolemaiosz
XV. Ptolemaiosz Philopatór Philométór Kaiszar (latinosan Ptolemaeus Caesar), egyszerűbben: Kaiszarión/Caesarion (kis Caesar) görögül: Πτολεμαίος ΙΕ' Φιλοπάτωρ Φιλομήτωρ Καίσαρ, Καισαρίων, egyiptomi nyelven Ptolemaisz Kaiszerusz Dzsetanh Meriptahiszet (i. e. 47. június 23. – i. e. 30. augusztus 23.) az egyiptomi Ptolemaida-dinasztia utolsó királya, aki gyermekként, közösen édesanyjával, Kleopátrával uralkodott i. e. 44. szeptember 2-ától i. e. 30 augusztusáig, amikor Octavianus megölette őt.

## Származása
Igen illusztris ősökkel büszkélkedhetett: ő volt Kleopátra legidősebb fia, apja pedig minden bizonnyal a legendás római hadvezér, Julius Caesar volt, aki a nevét adta neki. Ebben az esetben ő volt Caesar egyetlen vér szerinti fia. A római hadvezér Pompeiust üldözve érkezett Kr. e. 48-ban Egyiptomba, és bár ellenfelét érkezése idejére már megölték, Kleopátra javára beavatkozott a trónviszályba fivérei, XIII. és XIV. Ptolemaiosz ellen. Ennek során az öregedő katona és a fiatal egyiptomi királynő között legendás szerelmi viszony alakult ki. Caesar végül Kr. e. 47-ben távozott Kis-Ázsia földjére, hogy harcoljon II. Pharnakész boszporoszi király ellen.

## Élete
Egyiptomban született Kr. e. 47-ben. Kaiszarion Kr. e. 46-44 közötti időt Rómában töltötte, ahol ő és anyja Caesar vendégei voltak. Caesar a Tiberis partján, egy villában helyezte el szeretőjét és gyermekét, ami megbotránkoztatta a rómaiakat. Kleopátra remélte, hogy Egyiptom után fia követni tudja apját a Római Köztársaság élén is. Miután Julius Caesar Kr. e. 44. március 15-én merénylet áldozata lett, Kleopátra és Caesarion visszatértek Egyiptomba. Caesarion szeptember 2-ától, háromévesen lett anyja társuralkodója. Csak névleg uralkodott, VII. Kleopátra gyakorolta a tényleges hatalmat.
A kialakult történelmi helyzetben az indulatok pattanásig feszültek Marcus Antonius és Octavianus között, ami döntő összecsapáshoz vezetett. Antonius, ki ebben az időben megosztotta a birodalom irányítását Octavianus-szal és Lepidus-szal, triumvir-társaival, keleti földeket és jogokat adományozott Caesarion-nak és Kleopátrával közös saját három gyermekének. Caesariont kikiáltották „A királyok királyává”. Ez leginkább Octavianust fenyegette (akinek a hatalom iránti igénye azon helyzetén alapult, hogy Julius Caesar nagy-unokaöccse és adoptált fiú volt). Antonius kijelentette: Caesarion Caesar igazi fia és örököse. Ezek a kiáltványok, amiket Alexandriai Adományozásként ismertek, Antonius és Octavianus szövetségének végzetes törését okozták. Octavianus kihasználta Róma neheztelését az Alexandriai Adományozások miatt, így Antonius és Kleopátra ellen irányuló háborújához támogatást nyert.
Amikor Octavianus Kr. e. 30-ban lerohanta Egyiptomot, Kleopátra elküldte a 17 éves Caesariont Berenice-be, a Vörös-tengeri kikötőváros biztonságába, egy Indiába szökés lehetséges tervével. Octavianus Kr. e. 30. augusztus 1-jén elfoglalta Alexandria városát. E dátum jelöli Egyiptom hivatalos hozzácsatolását a Római Köztársasághoz. Octavianus városba érkezését megelőzően Marcus Antonius öngyilkosságot követett el; Kleopátra követte példáját augusztus 12-én. Caesariont őrei, köztük tanára, visszacsalták a kegyelem hamis ígéretével Alexandriába - vagy talán elhagyták és elárulták őt; a fennmaradt feljegyzések ezzel kapcsolatban nem világosak. Octavianus azonban attól tartva, hogy „Túl sok Caesar” fog igényt tartani Caesar egyedüli örökösének címére, meggyilkoltatta Caesariont.
Octavianus ekkor átvette Egyiptom teljes irányítását. Kr. e. 30-as évet tekintik Egyiptom hagyományos kronologikus rendszere szerint az új uralkodó uralkodásának az első évének. Az ebből az időből származó feljegyzésekben maga Octavianus jelenik meg fáraóként és Caesarion utódaként.
Julius Caesar unokaöccse és politikai utóda – a később Augustus néven császárrá lett –, Octavianus szerint a gyermek apja nem Caesar volt. Caesar viszont bizonyos volt apaságában, különben nem engedte volna meg, hogy a kisfiú az ő nevét viselje.
- Egy szoborfej került elő az Alexandriai kikötőből Franck Goddio által (1997), feltételezhetően Caesarion Élet és Tudomány 2001. március 2.
- Portréja egy reliefen látható, mint felnőtt fáraó, anyjával, Hathor temploma falán, Denderánál (fent)

## Napjaink szemében
Általában együtt említik anyjával és/vagy apjával.

### Televízió
- Caesarion az alcíme a Róma című televíziós sorozat egy részének, ahol újszülöttként szerepel, az események fogantatása és születése körülményeit eleveníti fel. A második évadban ismét feltűnik és a végkifejlet szempontjából is fontos szerephez jut.

### Számítógépes játékok
- A Rygar: The Legendary Adventure-ben egy amnéziás Caesarion látható.

| Előző uralkodó: XIV. Ptolemaiosz VII. Kleopátra | Ptolemaida király Kr. e. 44 – Kr. e. 30 | Következő uralkodó: Egyiptom beolvad a Római Birodalomba |